# 아마릴리스 사본
아마릴리스 사본 카르메나테(영어: Amarilis Savón Carmenate, 1974년 5월 13일~)는 쿠바의 유도 선수, 지도자이다. 올림픽에 4회 참가하여 동메달 3개를 획득했으며 1992년 하계 올림픽, 1996년 하계 올림픽 여자 엑스트라라이트급에서 동메달, 2004년 하계 올림픽 여자 하프라이트급에서 동메달을 획득했다. 또한 세계 선수권 대회에서 금메달 1개, 은메달 2개, 동메달 1개를 획득했다.